# Nordiska rådets filmpris
Nordiska rådets filmpris är ett av Nordiska rådets priser – ett årligt filmpris som går till en film producerad i ett nordiskt land. 

## Historik
Nordiska rådets filmpris delades ut första gången i samband med Nordiska rådets 50-årsjubileum 2002. Sedan 2005 är priset årligt.
Till och med 2007 kunde vart och ett av de fem nordiska länderna nominera två filmer vardera, därefter reducerades det till en film per land. 
2023 nominerades den första grönländska filmen, och 2025 blev för första gången även en färöisk film nominerad.

## Översikt
Prissumman uppgår till 350 000 danska kronor, vilka delas mellan manusförfattare, regissör och filmproducent. Avsikten med filmpriset är att det ska främja produktion av nordisk film och utveckla den nordiska filmmarknaden och på längre sikt också bidra till att stärka nordisk film internationellt.
Priset ska gå till en långfilm som är förankrad i den nordiska kulturen, har ett högt konstnärligt värde, har utmärkt sig genom artistisk originalitet och utgör ett helgjutet verk. Nyskapande inom filmgenren är också ett plus vid jämförelse av nominerade filmer. Filmen ska helst finnas på ett nordiskt språk för att komma ifråga för filmpriset.
Nordisk Film & TV Fond administrerar priset för Nordiska rådets räkning. Vinnare utses av en jury av kritiker som är utsedd av de olika nordiska ländernas filminstitut. Jurymedlemmarna är filmkännare, men ska vara fristående från det egna landets filmbransch och inte ha egna ekonomiska intressen i nominerade filmer. Det är den nationella jurymedlemmen som föreslår vilken film som skall nomineras från det egna landet.

## Pristagare och nominerade

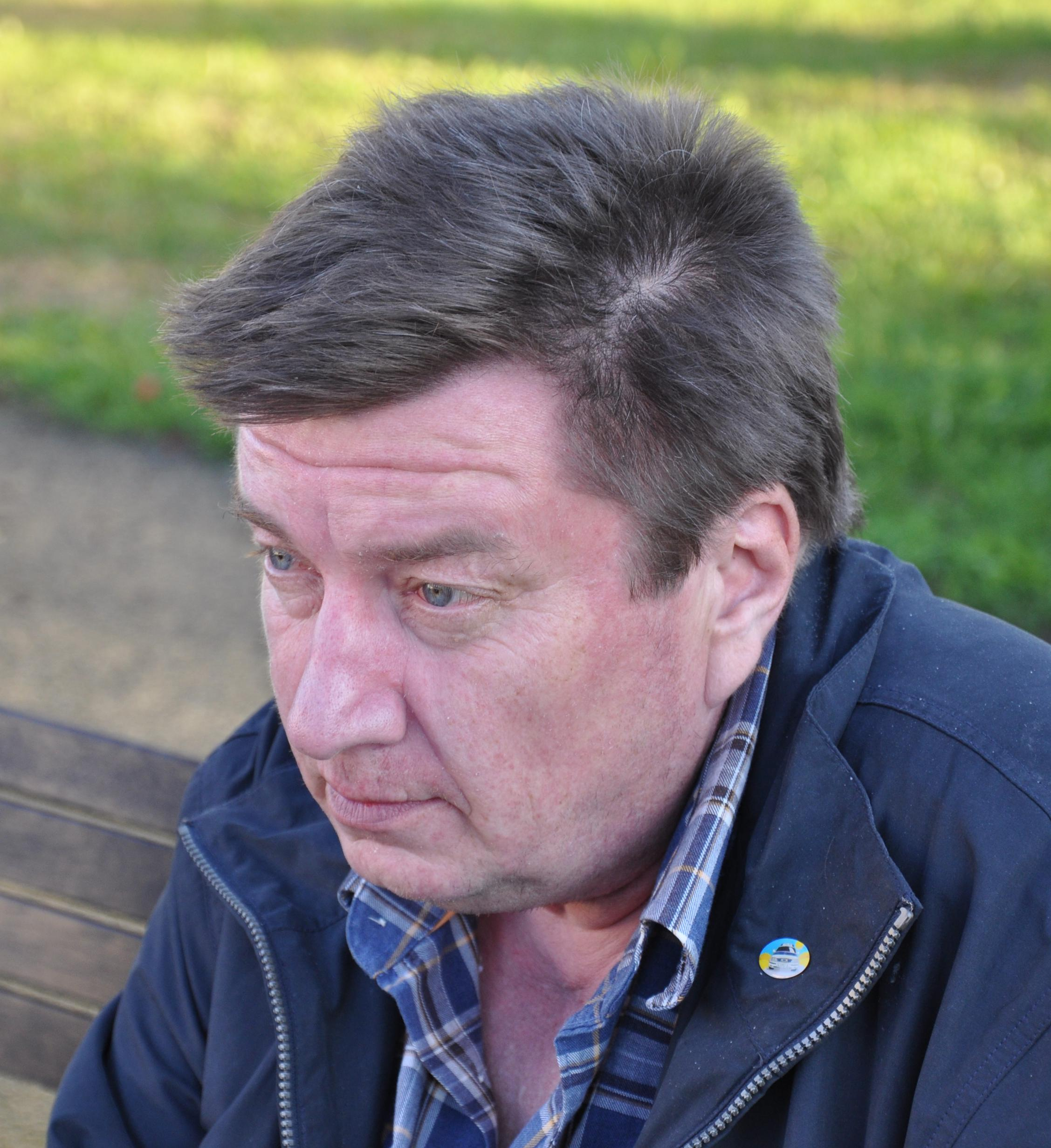
Aki Kaurismäki regisserade Mannen utan minne som vann det första priset 2002.

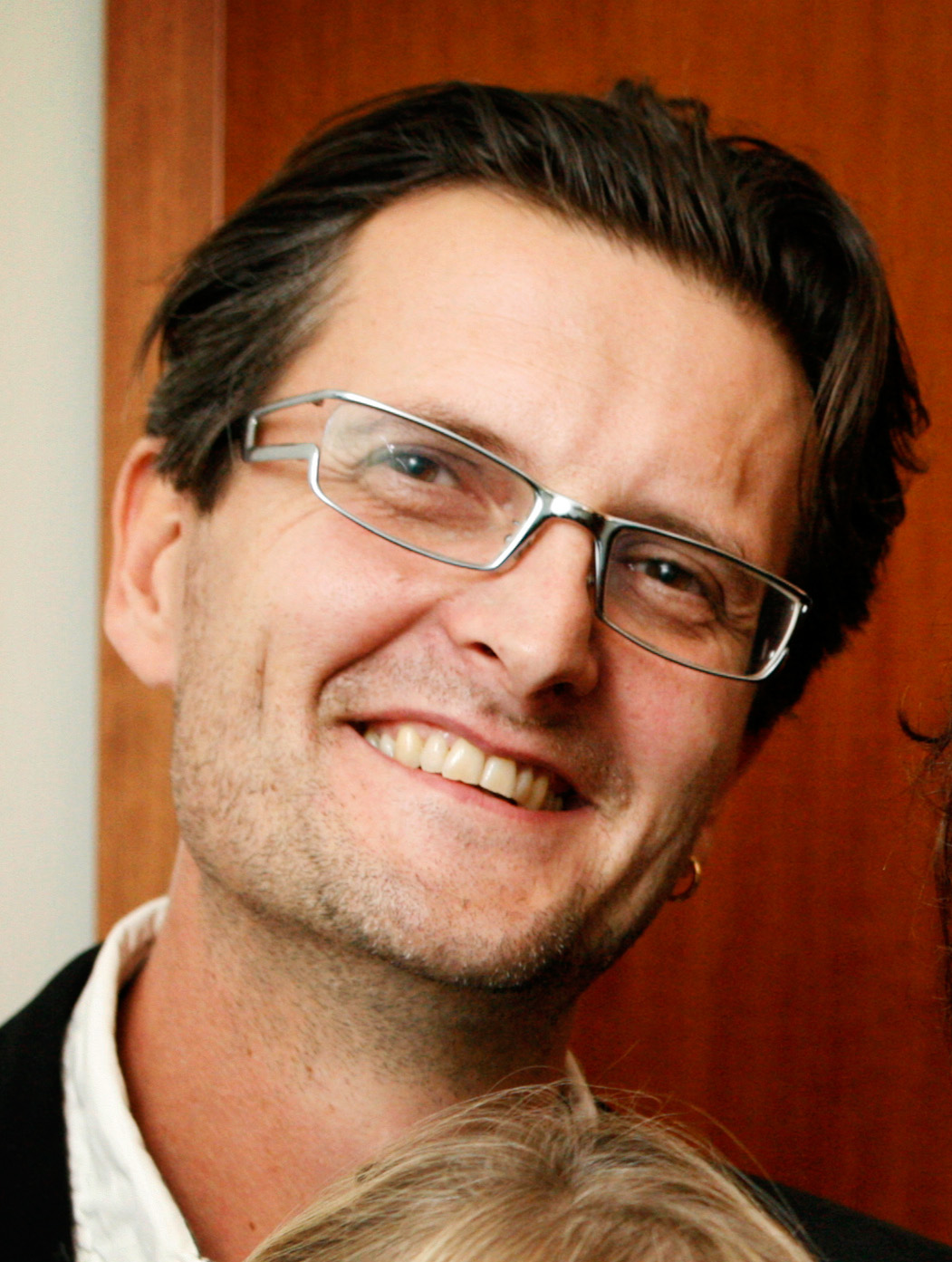
Per Fly regisserade Dråpet som vann priset 2005.

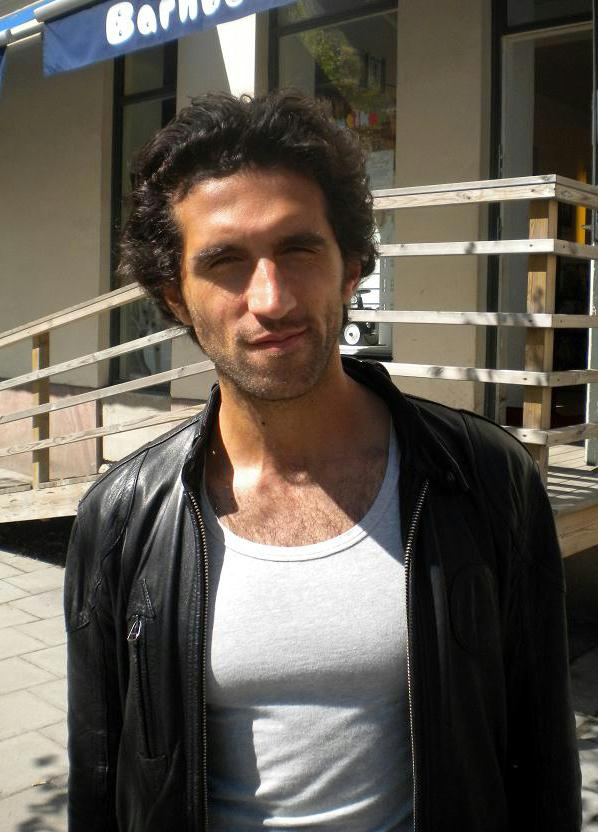
Josef Fares regisserade Zozo som vann priset 2006.

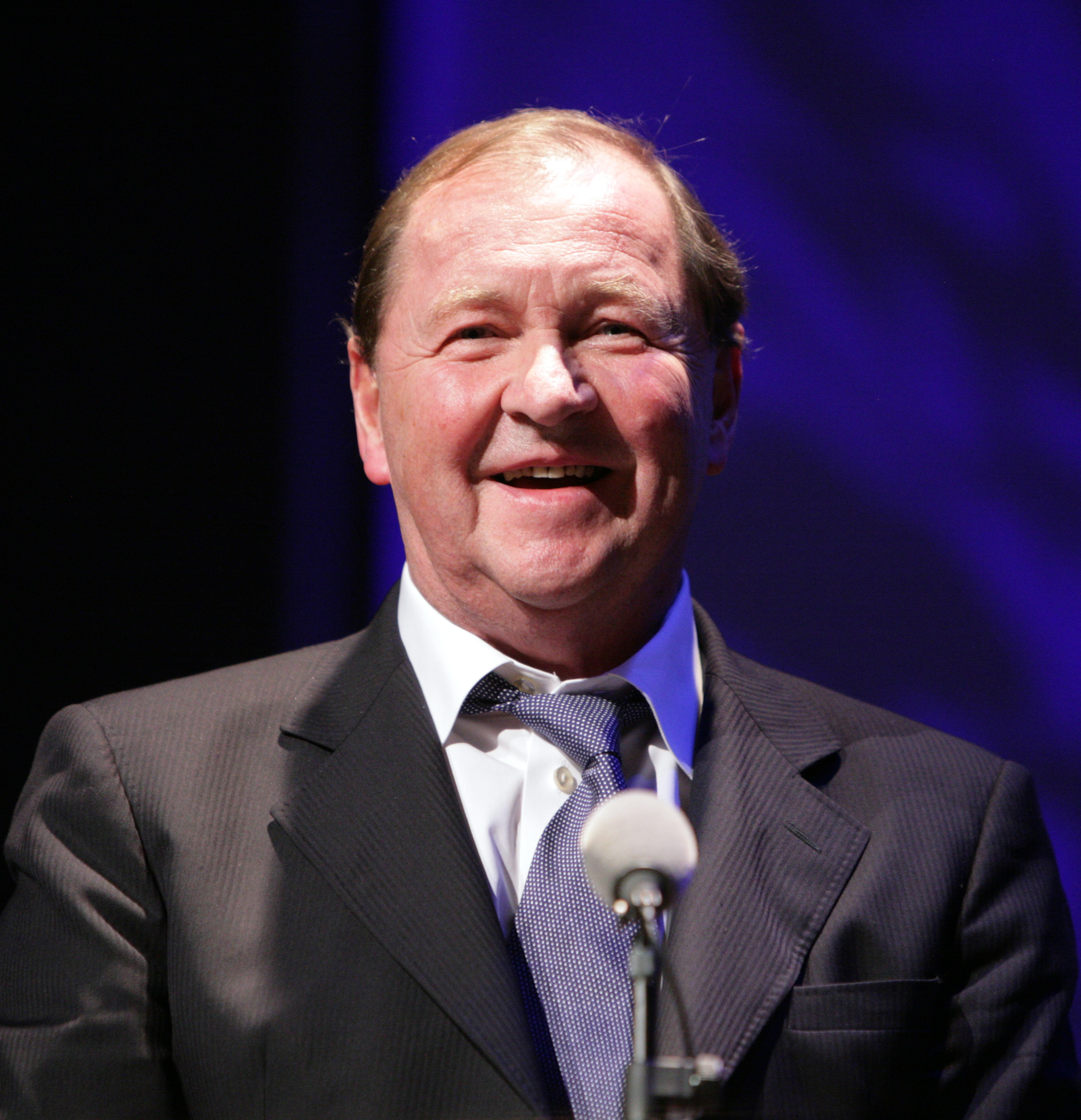
Roy Andersson regisserade Du levande som vann priset 2008.

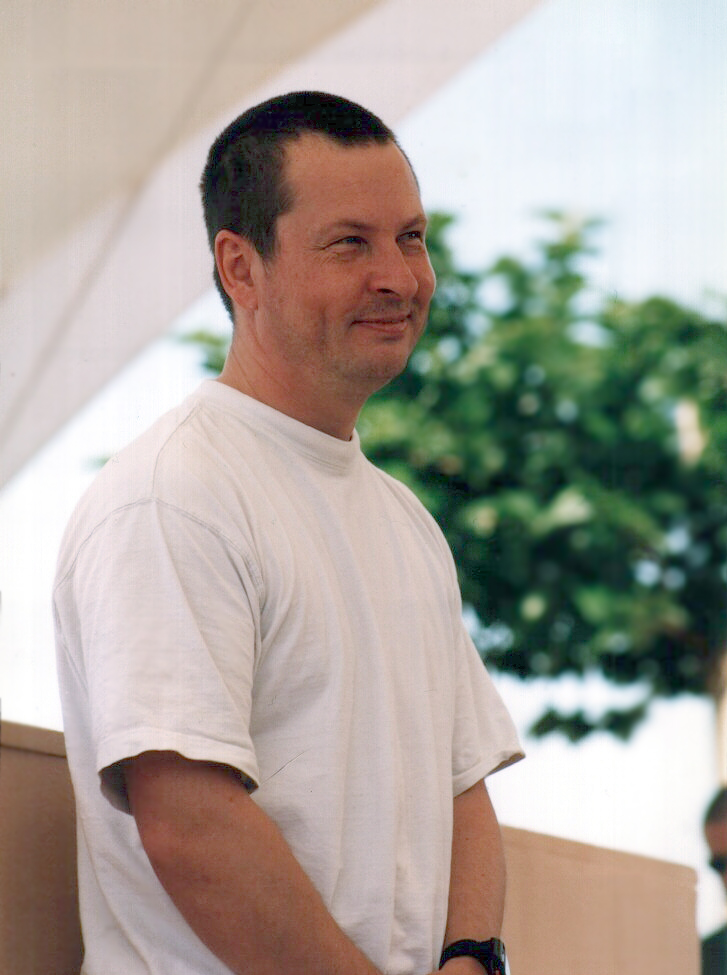
Lars von Trier regisserade Antichrist som vann priset 2009.

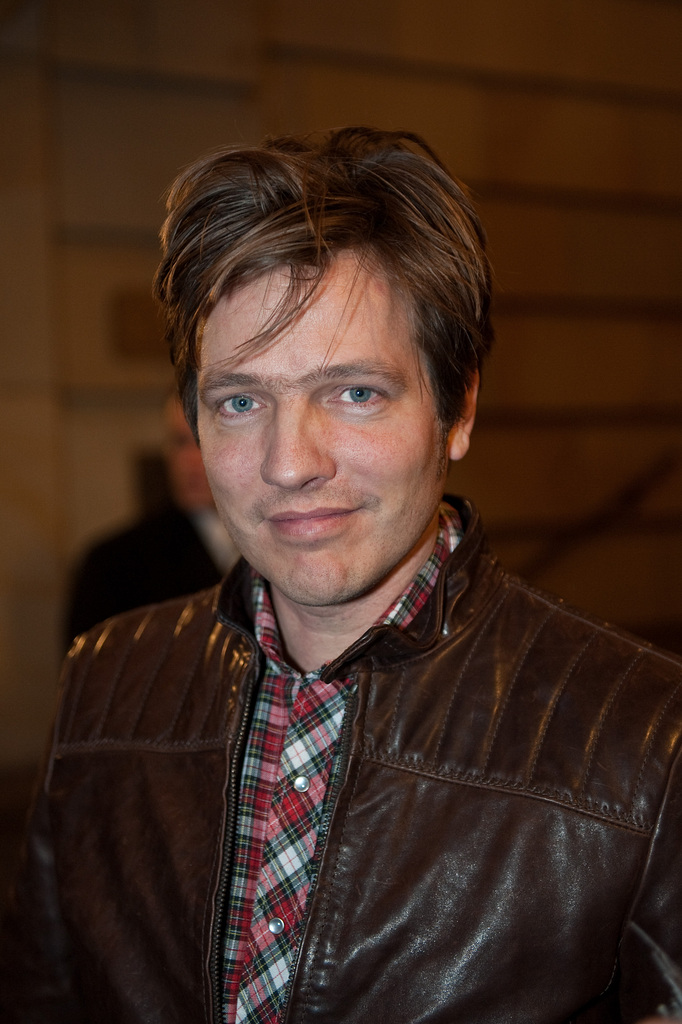
Thomas Vinterberg regisserade Submarino som vann priset 2010 och Jakten som vann 2013.

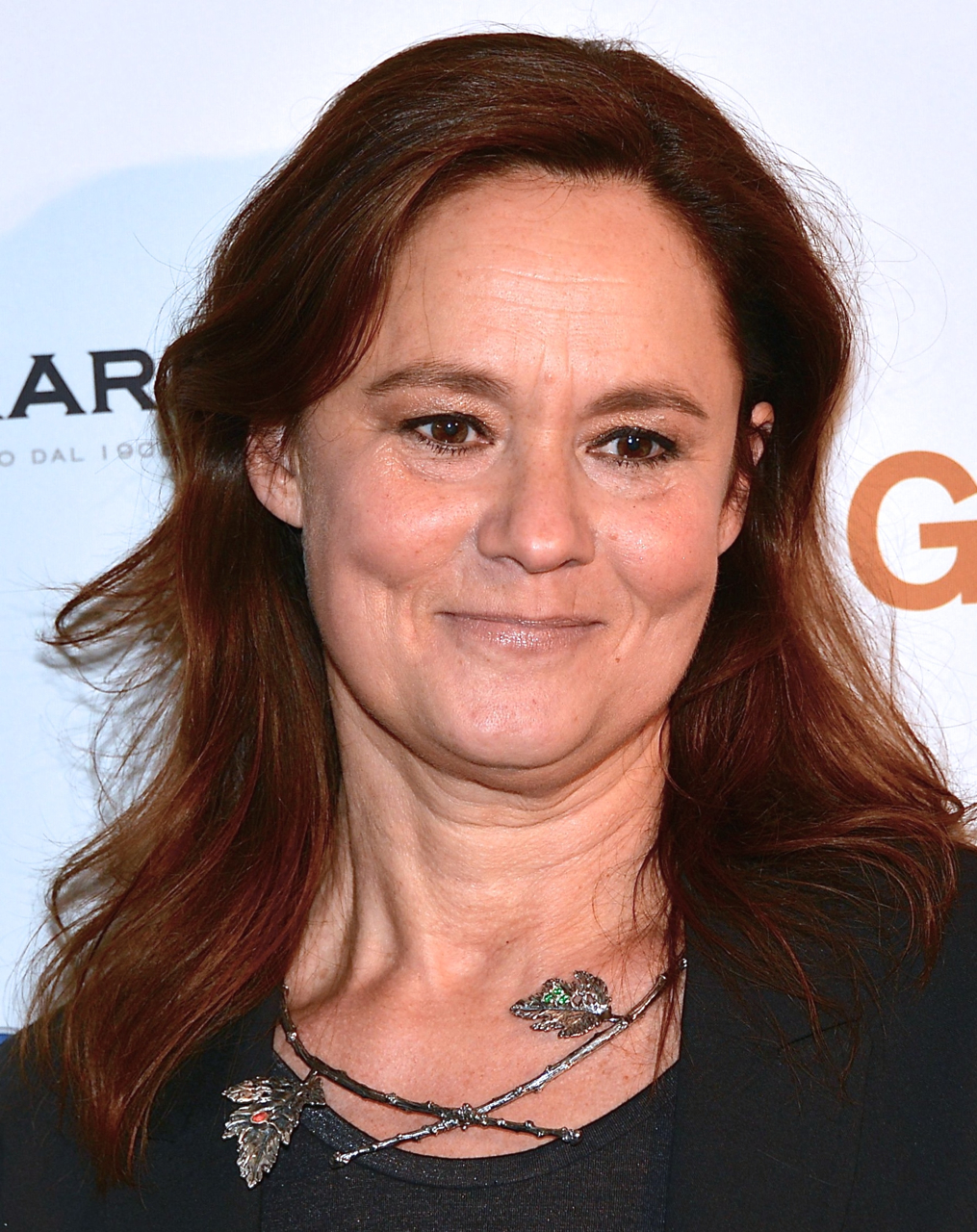
Pernilla August regisserade Svinalängorna som vann priset 2011.

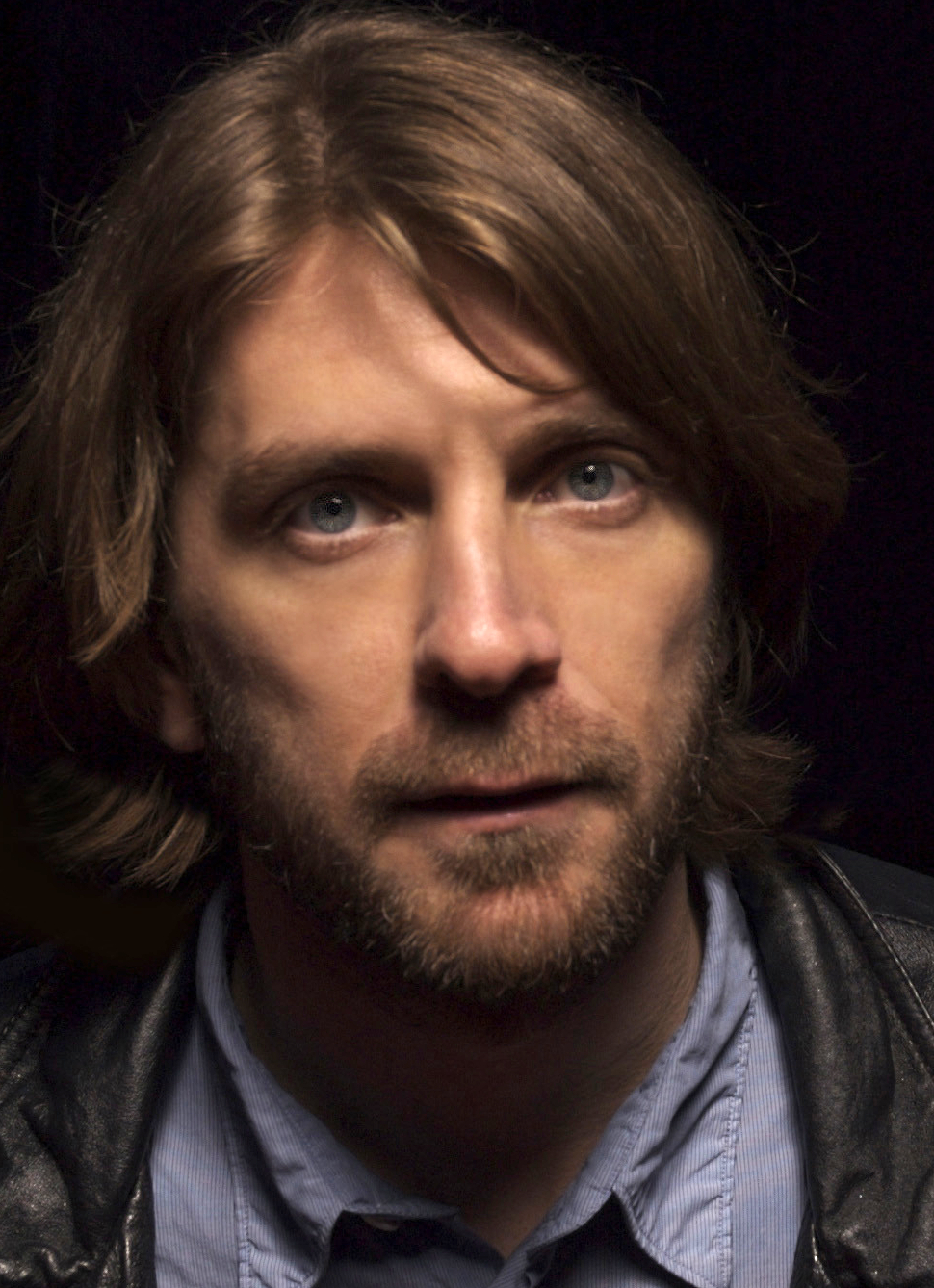
Ruben Östlund regisserade Play som vann priset 2012.

### 2000-talet
| År   | Svensk titel                          | Originaltitel                         | Regissör                      | Manus                                                             | Producent                                                                      | Land    |
| ---- | ------------------------------------- | ------------------------------------- | ----------------------------- | ----------------------------------------------------------------- | ------------------------------------------------------------------------------ | ------- |
| 2002 | Mannen utan minne                     | Mies vailla menneisyyttä              | Aki Kaurismäki                | Aki Kaurismäki                                                    | Aki Kaurismäki                                                                 | Finland |
| 2002 | Älskar dig för evigt                  | Elsker dig for evigt                  | Susanne Bier                  | Susanne Bier och Anders Thomas Jensen                             | Jonas Frederiksen och Vibeke Windeløv                                          | Danmark |
| 2002 | Okay                                  | Okay                                  | Jesper W. Nielsen             | Kim Fupz Aakeson                                                  | Peter Bech                                                                     | Danmark |
| 2002 | Cleaning Up!                          | Cleaning Up!                          | Rostislav Aalto               | Rostislav Aalto                                                   | Henrik Niinimäki                                                               | Finland |
| 2002 | The Sea                               | Hafið                                 | Baltasar Kormákur             | Baltasar Kormákur och Ólafur Haukur Símonarson                    | Baltasar Kormákur och Jean-François Fonlupt                                    | Island  |
| 2002 | The Seagull's Laughter                | Mávahlátur                            | Ágúst Guðmundsson             | Ágúst Guðmundsson och Kristin Marja Baldursdóttir                 | Kristín Atladóttir                                                             | Island  |
| 2002 | Allt om min far                       | Alt om min far                        | Even Benestad                 | Even Benestad och August Baugstø Hanssen                          | Bjørn Eivind Aarskog                                                           | Norge   |
| 2002 | Musik för bröllop och begravningar    | Musikk for bryllup og begravelser     | Unni Straume                  | Unni Straume                                                      | Edward A. Dreyer och Tom Remlov                                                | Norge   |
| 2002 | Leva livet                            | Leva livet                            | Mikael Håfström               | Mikael Håfström och Hans Gunnarsson                               | Anna Anthony                                                                   | Sverige |
| 2002 | Lilja 4-ever                          | Lilja 4-ever                          | Lukas Moodysson               | Lukas Moodysson                                                   | Lars Jönsson                                                                   | Sverige |
| 2005 | Dråpet                                | Drabet                                | Per Fly                       | Kim Leona, Dorte Høgh, Mogens Rukov och Per Fly                   | Ib Tardini                                                                     | Danmark |
| 2005 | Pusher II                             | Pusher II                             | Nicolas Winding Refn          | Nicolas Winding Refn                                              | Henrik Danstrup                                                                | Danmark |
| 2005 | Fruset land                           | Paha maa                              | Aku Louhimies                 | Paavo Westerberg                                                  | Markus Selin                                                                   | Finland |
| 2005 | Melancholia 3 rum                     | Melancholian 3 huonetta               | Pirjo Honkasalo               | Pirjo Honkasalo                                                   | Kristiina Pervilä                                                              | Finland |
| 2005 | Screaming Masterpiece                 | Gargandi snilld                       | Ari Alexander Ergis Magnússon | Ari Alexander Ergis Magnússon och Sigurjón Sighvatsson            | Ari Alexander Ergis Magnússon och Sigurjón Sighvatsson                         | Island  |
| 2005 | Dís                                   | Dís                                   | Silja Hauksdóttir             | Silja Hauksdóttir, Birna Anna Björnsdóttir och Oddny Sturludóttir | Baltasar Kormákur                                                              | Island  |
| 2005 | Vinterkyss                            | Vinterkyss                            | Sara Johnsen                  | Sara Johnsen och Ståle Stein Berg                                 | Christian Fredrik Martin och Asle Vatn                                         | Norge   |
| 2005 | Hawaii, Oslo                          | Hawaii, Oslo                          | Erik Poppe                    | Harald Rosenløw-Eeg                                               | Finn Gjerdrum och Torleif Hauge                                                | Norge   |
| 2005 | Gitarrmongot                          | Gitarrmongot                          | Ruben Östlund                 | Ruben Östlund                                                     | Kalle Boman och Anna Sohlman                                                   | Sverige |
| 2005 | Ett hål i mitt hjärta                 | Ett hål i mitt hjärta                 | Lukas Moodysson               | Lukas Moodysson                                                   | Lars Jönsson                                                                   | Sverige |
| 2006 | Zozo                                  | Zozo                                  | Josef Fares                   | Josef Fares                                                       | Anna Anthony                                                                   | Sverige |
| 2006 | Efter bröllopet                       | Efter bryllupet                       | Susanne Bier                  | Anders Thomas Jensen                                              | Sisse Graum Jørgensen                                                          | Danmark |
| 2006 | Offscreen                             | Offscreen                             | Christoffer Boe               | Christoffer Boe och Knud Romer Jørgensen                          | Tine Grew Pfeiffer                                                             | Danmark |
| 2006 | Revolution                            | Kenen joukoissa seisot                | Jouko Aaltonen                | Jouko Aaltonen                                                    | Pertti Veijalainen                                                             | Finland |
| 2006 | Den bästa av mödrar                   | Äideistä parhain                      | Klaus Härö                    | Jimmy Karlsson och Kirsi Vikman                                   | Ilkka Matila                                                                   | Finland |
| 2006 | Thicker than Water                    | Blóðbönd                              | Árni Ólafur Ásgeirsson        | Árni Ólafur Ásgeirsson, Jón Atli Jónasson och Denijal Hasanovic   | Hronn Kristinnsdóttir                                                          | Island  |
| 2006 | A Little Trip to Heaven               | A Little Trip to Heaven               | Baltasar Kormákur             | Baltasar Kormákur och Edward Martin Weinman                       | Jon Asgeir Johannesson och Lilja Pálmadóttir                                   | Island  |
| 2006 | Free Jimmy                            | Slipp Jimmy fri                       | Christopher Nielsen           | Christopher Nielsen                                               | Lars Hellebust                                                                 | Norge   |
| 2006 | The Bothersome Man                    | Den brysomme mannen                   | Jens Lien                     | Per Schreiner                                                     | Jørgen Storm Rosenberg                                                         | Norge   |
| 2006 | Mun mot mun                           | Mun mot mun                           | Björn Runge                   | Björn Runge                                                       | Clas Gunnarsson                                                                | Sverige |
| 2007 | Konsten att gråta i kör               | Kunsten at græde i kor                | Peter Schønau Fog             | Bo Hr. Hansen                                                     | Thomas Stenderup                                                               | Danmark |
| 2007 | AFR                                   | AFR                                   | Morten Hartz Kaplers          | Morten Hartz Kaplers och Allan Milter Jakobsen                    | Meta Louise Foldager                                                           | Danmark |
| 2007 | Ett mansjobb                          | Miehen työ                            | Aleksi Salmenperä             | Aleksi Salmenperä                                                 | Petri Jokiranta                                                                | Finland |
| 2007 | Children                              | Börn                                  | Ragnar Bragason               | Ragnar Bragason                                                   | Ragnar Bragason                                                                | Island  |
| 2007 | Brottsplats Jar City                  | Mýrin                                 | Baltasar Kormákur             | Baltasar Kormákur                                                 | Baltasar Kormákur och Agnes Johansen                                           | Island  |
| 2007 | Repris                                | Reprise                               | Joachim Trier                 | Joachim Trier och Eskil Vogt                                      | Karin Julsrud                                                                  | Norge   |
| 2007 | Söner                                 | Sønner                                | Erik Richter Strand           | Erik Richter Strand och Thomas Seeberg Torjussen                  | Eric Vogel                                                                     | Norge   |
| 2007 | Farväl Falkenberg                     | Farväl Falkenberg                     | Jesper Ganslandt              | Jesper Ganslandt                                                  | Anna Anthony                                                                   | Sverige |
| 2007 | Darling                               | Darling                               | Johan Kling                   | Johan Kling                                                       | Fredrik Heinig                                                                 | Sverige |
| 2008 | Du levande                            | Du levande                            | Roy Andersson                 | Roy Andersson                                                     | Pernilla Sandström                                                             | Sverige |
| 2008 | Den unge Nietzsche                    | De unge år - Erik Nietzsche Del 1     | Jacob Thuesen                 | Lars von Trier                                                    | Sisse Graum Jørgensen och Marie Gade                                           | Danmark |
| 2008 | De mörka fjärilarnas hem              | Tummien perhosten koti                | Dome Karukoski                | Marko Leino                                                       | Markus Selin                                                                   | Finland |
| 2008 | Brudgummen                            | Brúðguminn                            | Baltasar Kormákur             | Baltasar Kormákur och Ólafur Egill Egilsson                       | Baltasar Kormákur och Agnes Johansen                                           | Island  |
| 2008 | Mannen som älskade Yngve              | Mannen som elsket Yngve               | Stian Kristiansen             | Tore Renberg                                                      | Yngve Sæther                                                                   | Norge   |
| 2009 | Antichrist                            | Antichrist                            | Lars von Trier                | Lars von Trier                                                    | Meta Louise Foldager                                                           | Danmark |
| 2009 | Sauna                                 | Sauna                                 | Antti-Jussi Annila            | Iiro Küttner                                                      | Teor Kaukomaa                                                                  | Finland |
| 2009 | The Amazing Truth About Queen Raquela | The Amazing Truth About Queen Raquela | Olaf de Fleur Johannesson     | Olaf de Fleur Johannesson och Stefan Schaefer                     | Olaf de Fleur Johannesson, Stefan Schaefer, Helgi Sverrisson och Arleen Cuevas | Island  |
| 2009 | Nord                                  | Nord                                  | Rune Denstad Langlo           | Erlend Loe                                                        | Sigve Endresen                                                                 | Norge   |
| 2009 | Ljusår                                | Ljusår                                | Mikael Kristersson            | Mikael Kristersson                                                | Lisbet Gabrielsson                                                             | Sverige |

### 2010-talet
| År   | Svensk titel                           | Originaltitel         | Regissör                            | Manus                                           | Producent                                                                           | Land    |
| ---- | -------------------------------------- | --------------------- | ----------------------------------- | ----------------------------------------------- | ----------------------------------------------------------------------------------- | ------- |
| 2010 | Submarino                              | Submarino             | Thomas Vinterberg                   | Thomas Vinterberg och Tobias Lindholm           | Morten Kaufmann                                                                     | Danmark |
| 2010 | Den nakna mannen                       | Miesten vuoro         | Joonas Berghäll och Mika Hotakainen | Joonas Berghäll och Mika Hotakainen             | Joonas Berghäll                                                                     | Finland |
| 2010 | The Good Heart                         | The Good Heart        | Dagur Kári                          | Dagur Kári                                      | Thor Sigurjonsson och Skuli Fr. Malmquist                                           | Island  |
| 2010 | Upperdog                               | Upperdog              | Sara Johnsen                        | Sara Johnsen                                    | Christian Fredrik Martin och Asle Vatn                                              | Norge   |
| 2010 | Metropia                               | Metropia              | Tarik Saleh                         | Tarik Saleh, Stig Larsson och Fredrik Edin      | Kristina Åberg                                                                      | Sverige |
| 2011 | Svinalängorna                          | Svinalängorna         | Pernilla August                     | Pernilla August och Lolita Ray                  | Helena Danielsson och Ralf Karlsson                                                 | Sverige |
| 2011 | Truth About Men                        | Sandheden om mænd     | Nikolaj Arcel                       | Nikolaj Arcel och Rasmus Heisterberg            | Meta Louise Foldager och Louise Vesth                                               | Danmark |
| 2011 | Den goda sonen                         | Hyvä poika            | Zaida Bergroth                      | Zaida Bergroth och Jan Forsström                | Elli Toivoniemi, Mark Lwoff och Misha Jaari                                         | Finland |
| 2011 | Brim                                   | Brim                  | Árni Ólafur Ásgeirsson              | Árni Ólafur Ásgeirsson och Ottó Geir Borg       | Thor. S. Sigurjónsson, Skúli Fr. Malmquist, Grímar Jónsson och Gísli Örn Gardarsson | Island  |
| 2011 | Oslo, 31 augusti                       | Oslo, 31. August      | Joachim Trier                       | Joachim Trier och Eskil Vogt                    | Yngve Sæther, Sigve Endresen och Hans Jørgen Osnes                                  | Norge   |
| 2012 | Play                                   | Play                  | Ruben Östlund                       | Ruben Östlund och Erik Hemmendorff              | Erik Hemmendorff                                                                    | Sverige |
| 2012 | A Royal Affair                         | En kongelig affære    | Nikolaj Arcel                       | Nikolaj Arcel och Rasmus Heisterberg            | Meta Louise Foldager, Louise Vesth och Sisse Graum Jørgensen                        | Danmark |
| 2012 | The Punk Syndrome                      | Kovasikajuttu         | Jukka Kärkkäinen och JP Passi       | Jukka Kärkkäinen, JP Passi och Sami Jahnukainen | Sami Jahnukainen                                                                    | Finland |
| 2012 | Either Way                             | Á annan veg           | Hafsteinn Gunnar Sigurðsson         | Hafsteinn Gunnar Sigurðsson                     | David Oskar Olafsson och Árni Filippusson                                           | Island  |
| 2012 | Kompani Orheim                         | Kompani Orheim        | Arild Andresen                      | Arild Andresen och Lars Gudmestad               | Yngve Sæther och Sigve Endresen                                                     | Norge   |
| 2013 | Jakten                                 | Jagten                | Thomas Vinterberg                   | Tobias Lindholm och Thomas Vinterberg           | Sisse Graum Jørgensen och Morten Kaufmann                                           | Danmark |
| 2013 | Låt mig berätta                        | Kerron sinulle kaiken | Simo Halinen                        | Simo Halinen                                    | Liisa Penttilä                                                                      | Finland |
| 2013 | Djupet                                 | Djúpið                | Baltasar Kormákur                   | Jón Atli Jónasson och Baltasar Kormákur         | Agnes Johansen och Baltasar Kormákur                                                | Island  |
| 2013 | I Belong                               | Som du ser meg        | Dag Johan Haugerud                  | Dag Johan Haugerud                              | Yngve Sæther                                                                        | Norge   |
| 2013 | Äta sova dö                            | Äta sova dö           | Gabriela Pichler                    | Gabriela Pichler                                | China Åhlander                                                                      | Sverige |
| 2014 | Om hästar och män                      | Hross í oss           | Benedikt Erlingsson                 | Benedikt Erlingsson                             | Friðrik Þór Friðriksson                                                             | Island  |
| 2014 | Nymphomaniac                           | Nymphomaniac          | Lars von Trier                      | Lars von Trier                                  | Peter Aalbæk Jensen                                                                 | Danmark |
| 2014 | Betongnatt                             | Betoniyö              | Pirjo Honkasalo                     | Pirjo Honkasalo och Pirkko Saisio               | Misha Jaari och Mark Lwoff                                                          | Finland |
| 2014 | Blind                                  | Blind                 | Eskil Vogt                          | Eskil Vogt                                      | Sigve Endresen och Hans-Jørgen Osnes                                                | Norge   |
| 2014 | Turist                                 | Turist                | Ruben Östlund                       | Ruben Östlund                                   | Erik Hemmendorff och Marie Kjellson                                                 | Sverige |
| 2015 | En väldig vänskap                      | Fúsi                  | Dagur Kári                          | Dagur Kári                                      | Agnes Johansen och Baltasar Kormákur                                                | Island  |
| 2015 | Stilla hjärta                          | Stille hjerte         | Bille August                        | Christian Torpe                                 | Jesper Morthorst                                                                    | Danmark |
| 2015 | De har flytt                           | He ovat paenneet      | Jukka-Pekka Valkeapää               | Pilvi Peltola och Jukka-Pekka Valkeapää         | Aleksi Bardy                                                                        | Finland |
| 2015 | Mot naturen                            | Mot naturen           | Ole Giæver                          | Ole Giæver                                      | Maria Ekerhovd                                                                      | Norge   |
| 2015 | Gentlemen                              | Gentlemen             | Mikael Marcimain                    | Klas Östergren                                  | Fredrik Heinig, Mattias Nohrborg och Johannes Åhlund                                | Sverige |
| 2016 | Louder Than Bombs                      | Louder Than Bombs     | Joachim Trier                       | Joachim Trier och Eskil Vogt                    | Thomas Robsahm                                                                      | Norge   |
| 2016 | Under sanden                           | Under sandet          | Martin Zandvliet                    | Martin Zandvliet                                | Mikael Rieks                                                                        | Danmark |
| 2016 | Den lyckligaste dagen i Olli Mäkis liv | Hymyilevä mies        | Juho Kuosmanen                      | Juho Kuosmanen och Mikko Myllylahti             | Jussi Rantamäki                                                                     | Finland |
| 2016 | Sparrows                               | Þrestir               | Rúnar Rúnarsson                     | Rúnar Rúnarsson                                 | Mikkel Jersin                                                                       | Island  |
| 2016 | Efterskalv                             | Efterskalv            | Magnus von Horn                     | Magnus von Horn                                 | Madeleine Ekman                                                                     | Sverige |
| 2017 | Den lilla sparven                      | Tyttö nimeltä Varpu   | Selma Vilhunen                      | Selma Vilhunen                                  | Kaarle Aho och Kai Nordberg                                                         | Finland |
| 2017 | Parents                                | Forældre              | Christian Tafdrup                   | Christian Tafdrup                               | Thomas Heinesen                                                                     | Danmark |
| 2017 | Heartstone                             | Hjartasteinn          | Guðmundur Arnar Guðmundsson         | Guðmundur Arnar Guðmundsson                     | Jesper Morthorst, Anton Máni Svansson och Lise Orheim Stender                       | Island  |
| 2017 | Hunting Flies                          | Fluefangeren          | Izer Aliu                           | Izer Aliu                                       | Khalid Maimouni                                                                     | Norge   |
| 2017 | Sameblod                               | Sameblod              | Amanda Kernell                      | Amanda Kernell                                  | Lars G. Lindström                                                                   | Sverige |
| 2018 | Woman at War                           | Kona fer í stríð      | Benedikt Erlingsson                 | Benedikt Erlingsson och Ólafur Egill Egilsson   | Marianne Slot                                                                       | Island  |
| 2018 | Vinterbröder                           | Vinterbrødre          | Hlynur Pálmason                     | Hlynur Pálmason                                 | Julie Waltersdorph Hansen, Per Damgaard Hansen och Anton Máni Svansson              | Danmark |
| 2018 | Euthanizer                             | Armomurhaaja          | Teemu Nikki                         | Teemu Nikki                                     | Jani Pösö                                                                           | Finland |
| 2018 | Thelma                                 | Thelma                | Joachim Trier                       | Eskil Vogt                                      | Thomas Robsahm                                                                      | Norge   |
| 2018 | Korparna                               | Korparna              | Jens Assur                          | Jens Assur                                      | Jan Marnell och Tom Persson                                                         | Sverige |
| 2019 | Hjärter dam                            | Dronningen            | May el-Toukhy                       | May el-Toukhy och Maren Louise Käehne           | Caroline Blanco och René Ezra                                                       | Danmark |
| 2019 | Aurora                                 | Aurora                | Miia Tervo                          | Miia Tervo                                      | Max Malka                                                                           | Finland |
| 2019 | En vit, vit dag                        | Hvítur, hvítur dagur  | Hlynur Pálmason                     | Hlynur Pálmason                                 | Anton Máni Svansson                                                                 | Island  |
| 2019 | Blind Spot                             | Blindsone             | Tuva Novotny                        | Tuva Novotny                                    | Elisabeth Kvithyll                                                                  | Norge   |
| 2019 | Rekonstruktion Utøya                   | Rekonstruktion Utøya  | Carl Javér                          | Carl Javér och Fredrik Lange                    | Fredrik Lange                                                                       | Sverige |

### 2020-talet
| År   | Svensk titel                                | Originaltitel                               | Regissör                                    | Manus                                         | Producent                                                                     | Land     |
| ---- | ------------------------------------------- | ------------------------------------------- | ------------------------------------------- | --------------------------------------------- | ----------------------------------------------------------------------------- | -------- |
| 2020 | Barn                                        | Barn                                        | Dag Johan Haugerud                          | Dag Johan Haugerud                            | Yngve Sæther                                                                  | Norge    |
| 2020 | Uncle                                       | Onkel                                       | Frelle Petersen                             | Frelle Petersen                               | Marco Lorenzen                                                                | Danmark  |
| 2020 | Dogs Don't Wear Pants                       | Koirat eivät käytä housuja                  | Jukka-Pekka Valkeapää                       | Jukka-Pekka Valkeapää och Juhana Lumme        | Aleksi Bardy och Helen Vinogradov                                             | Finland  |
| 2020 | Echo                                        | Bergmál                                     | Rúnar Rúnarsson                             | Rúnar Rúnarsson                               | Rúnar Rúnarsson, Live Hide och Lilja Ósk Snorradóttir                         | Island   |
| 2020 | Charter                                     | Charter                                     | Amanda Kernell                              | Amanda Kernell                                | Lars Lindström och Eva Åkergren                                               | Sverige  |
| 2021 | Flykt                                       | Flugt                                       | Johan Poher Rasmussen                       | Johan Poher Rasmussen och Amin                | Monica Hellström, Charlotte de la Gourneri och Signe Byrge Sørensen           | Danmark  |
| 2021 | Den första snön                             | Ensilumi                                    | Hamy Ramezan                                | Antti Rautava                                 | Jussi Rantamäki                                                               | Finland  |
| 2021 | Alma                                        | Alma                                        | Kristín Jóhannesdóttir                      | Kristín Jóhannesdóttir                        | Guðrún Edda Thórhannesdóttir                                                  | Island   |
| 2021 | Gunda                                       | Gunda                                       | Victor Kossakovsky                          | Victor Kossakovsky                            | Anita Rehoff Larsen                                                           | Norge    |
| 2021 | Tigrar                                      | Tigrar                                      | Ronnie Sandahl                              | Ronnie Sandahl                                | Piodor Gustafsson                                                             | Sverige  |
| 2022 | Lamm                                        | Dýrið                                       | Valdimar Johannsson                         | Sjón                                          | Hrönn Kristonsdóttir och Sara Nassim                                          | Island   |
| 2022 | Godland                                     | Vanskabte land                              | Hlynur Pálmason                             | Hlynur Pálmason                               | Katrin Pors, Mikkel Jersin, Eva Jakobsen och Anton Máni Svansson              | Danmark  |
| 2022 | Den blinda mannen som inte ville se Titanic | Sokea mies joka ei halunnut nähdä Titanicia | Teemu Nikki                                 | Teemu Nikki                                   | Jani Pösö                                                                     | Finland  |
| 2022 | Världens värsta människa                    | Verdens verste menneske                     | Joachim Trier                               | Joachim Trier och Eskil Vogt                  | Thomas Robsahm och Andrea Berentsen Ottmar                                    | Norge    |
| 2022 | Clara Sola                                  | Clara Sola                                  | Nathalie Álvarez Mesén                      | Nathalie Álvarez Mesén och Maria Camila Arias | Nima Yousefi                                                                  | Sverige  |
| 2023 | Empire                                      | Viften                                      | Frederikke Aspöck                           | Anna Neye                                     | Meta Louise Foldager Sørensen, Nina Leidersdorff och Pernille Munk Skydsgaard | Danmark  |
| 2023 | Bubblan                                     | Kupla                                       | Aleksi Salmenperä                           | Reeta Ruotsalainen och Aleksi Salmenperä      | Minna Haapkylä                                                                | Finland  |
| 2023 | The Edge of the Shadows                     | Alanngut Killinganni                        | Malik Kleist                                | Malik Kleist                                  | Nina Paninnguaq Skydsbjerg                                                    | Grönland |
| 2023 | Driving Mum                                 | Á ferð með mömmu                            | Hilmar Oddsson                              | Hilmar Oddsson                                | Hlín Jóhannesdóttir                                                           | Island   |
| 2023 | Krigsseglaren                               | Krigsseileren                               | Gunnar Vikene                               | Gunnar Vikene                                 | Maria Ekerhovd                                                                | Norge    |
| 2023 | Motståndaren                                | Motståndaren                                | Milad Alami                                 | Milad Alami                                   | Annika Rogell                                                                 | Sverige  |
| 2024 | Sex                                         | Sex                                         | Dag Johan Haugerud                          | Dag Johan Haugerud                            | Yngve Sæther och Hege Hauff Hvattum                                           | Norge    |
| 2024 | The Son and the Moon                        | Min arv bor i dig                           | Roja Pakari och Emilie Adelina Monies       | Roja Pakari och Denniz Göl Bertelsen          | Sara Stockmann                                                                | Danmark  |
| 2024 | Höstlöv som faller                          | Kuolleet lehdet                             | Aki Kaurismäki                              | Aki Kaurismäki                                | Aki Kaurismäki, Misha Jaari och Mark Lwoff                                    | Finland  |
| 2024 | Twice Colonized                             | Twice Colonized                             | Lin Alluna                                  | Aaju Peter och Lin Alluna                     | Emile Hertling Péronard                                                       | Grönland |
| 2024 | Touch                                       | Snerting                                    | Baltasar Kormákur                           | Ólafur Jóhann Ólafsson och Baltasar Kormákur  | Agnes Johansen och Baltasar Kormákur                                          | Island   |
| 2024 | Passage                                     | Passage                                     | Levan Akin                                  | Levan Akin                                    | Mathilde Dedye                                                                | Sverige  |
| 2025 | My Eternal Summer                           | Min evige sommer                            | Sylvia Le Fanu                              | Sylvia Le Fanu och Mads Lind Knudsen          | Jeppe Wowk                                                                    | Danmark  |
| 2025 | The Helsinki Effect                         | The Helsinki Effect                         | Arthur Franck                               | Arthur Franck                                 | Sandra Enkvist, Arthur Franck och Oskar Forstén                               | Finland  |
| 2025 | The Last Paradise on Earth                  | Seinasta paradís á jørð                     | Sakaris Stórá                               | Tommy Oksen, Mads Stegger och Sakaris Stórá   | Jón Hammer                                                                    | Färöarna |
| 2025 | Walls – Akinni Inuk                         | Walls – Akinni Inuk                         | Sofie Rørdam och Nina Paninnguaq Skydsbjerg |                                               | Emile Hertling Péronard                                                       | Grönland |
| 2025 | När ljuset bryts                            | Ljósbrot                                    | Rúnar Rúnarsson                             | Rúnar Rúnarsson                               | Heather Millard och Rúnar Rúnarsson                                           | Island   |
| 2025 | Drömmar                                     | Drømmer                                     | Dag Johan Haugerud                          | Dag Johan Haugerud                            | Yngve Sæther och Hege Hauff Hvattum                                           | Norge    |
| 2025 | Israel Palestina på svensk tv 1958-1989     | Israel Palestina på svensk tv 1958-1989     | Göran Hugo Olsson                           | Göran Hugo Olsson                             | Tobias Janson                                                                 | Sverige  |

## Statistik
I och med år 2024 har tjugoen filmer tilldelats priset. Av dessa har åtta representerat Danmark, medan Island och Sverige har fyra priser vardera, Norge tre, och Finland två.
Tre regissörer har tilldelats priset mer än en gång: Thomas Vinterberg (Danmark, 2010 och 2013), Benedikt Erlingsson (Island, 2014 och 2018) och Dag Johan Haugerud (Norge, 2020 och 2024). Samtliga tre skrev också manus till båda sina två prisade filmer – Vinterberg tillsammans med Tobias Lindholm. Morten Kaufmann – som producerade Vinterbergs båda vinnarfilmer – och Yngve Sæther – som producerade Haugeruds båda vinnarfilmer – är den enda producenterna som prisats mer än en gång.
I och med 2025 har tjugo regissörer nominerats vid mer än ett tillfälle: Baltasar Kormákur (sex nomineringar), Joachim Trier (fem nomineringar), Dag Johan Haugerud (fyra nomineringar), Hlynur Pálmason, Rúnar Rúnarsson och Ruben Östlund (tre nomineringar vardera), samt Nikolaj Arcel, Árni Ólafur Ásgeirsson, Susanne Bier, Benedikt Erlingsson, Pirjo Honkasalo, Sara Johnsen, Dagur Kári, Aki Kaurismäki, Amanda Kernell, Lukas Moodysson, Teemu Nikki, Aleksi Salmenperä, Lars von Trier, Jukka-Pekka Valkeapää och Thomas Vinterberg (två nomineringar vardera).